# 丹後西濃運輸
丹後西濃運輸株式会社（たんごせいのううんゆ）は、京都府舞鶴市に本社を置く運送会社。
京都府北部を中心に西濃運輸の貨物集配を行っている。

## 支店・営業所等
- 本社　京都府舞鶴市上安1506番地
- 京丹後営業所　京都府京丹後市大宮町河辺3143-4（株式会社シラキ内）
- 営業エリア内　舞鶴市、綾部市、宮津市、京丹後市、福知山市大江町、福井県大飯郡高浜町と大飯町（名田庄村を除く）を配達エリアにしていて、周辺市町村にも集荷業務を拡大している。
- 本社所在地である舞鶴市には西濃運輸（旧濃飛西濃運輸）の舞鶴営業所があるが、営業エリア内の直接集配業務については100％丹後西濃が行っている。
- 西濃運輸舞鶴営業所は、丹後西濃の中に間借りしていて、路線便のみ数台存在するが集配業務＆事務所内は、丹後西濃でまかなっている。

## 車体区分
営業トラックなどには、丹後西濃運輸と表記されている。実際の西濃運輸の車両と区別するため、後部扉（殆どが右下）に「丹後」という文字を囲い表示をしている。
車番と呼ばれる物が存在しない。

## 関連会社
西濃運輸グループ持株会社
- セイノーホールディングス株式会社

セイノーホールディングスの子会社
- 西濃運輸株式会社